# عبد الغني منير
عبد الغني منير (مواليد 13 سبتمبر 1992) هو لاعب كرة قدم قطري يلعب مع نادي معيذر كجناح أيسر .

## مسيرة اللاعب
لعب في نادي الغرافة ونادي الخريطيات ونادي الوكرة ونادي معيذر.

## روابط خارجية
- عبد الغني منير على موقع Soccerway.com (الإنجليزية)